# کلارنس ویلیامز سوم
کلارنس ویلیامز سوم (انگلیسی: Clarence Williams III؛ زادهٔ ۲۱ اوت ۱۹۳۹) هنرپیشه اهل ایالات متحده آمریکا است.
از فیلم‌هایی که وی در آن نقش داشته است، می‌توان به گانگستر آمریکایی، افسانه ۱۹۰۰، باران ارغوانی، سرخدمتکار، جوخه مد، گردن کلفت، آخرین مرد بی‌گناه و دختر ژنرال اشاره کرد.